# Марія Слюзарівна-Соханівська
Марі́я Слюзарі́вна-Сохані́вська (Слюсарівна, Слюзар, 1912, Кути — 1997) — українська театральна актриса, відома за виступами в Українському народному театрі імені Івана Тобілевича в Станіславові, Львівському театрі ім. Лесі Українки, Театрі «Заграва», Українському театрі у Торонто.

## Життєпис
Народилась 1912 року в Кутах. Її дитинство пройшло серед чудової гуцульської природи, якою вона завжди захоплювалася (за її спогадами, коли з часом опинилась за океаном, далеко від рідної землі).
У дитинстві виступала в драматичному гуртку в Кутах, який очолював Володимир Холєвчук. Там вона брала участь у таких постановках як: «Казка старого млина» і «Циганка Аза». З цими спектаклями гурток виступав не тільки в Кутах, а й у повітовому місті Косові, де мав великий успіх.
1932 року за поради знаної актриси Ганни Совачевої Марійка вступила до найкращого тоді театру в Галичині ім. Тобілевича під керівництвом М. Бенцаля і В. Блавацького. Ганна Совачова, яка певний час мешкала у рідної тітки Марійки, дала їй пораду: «Ну, що ж, дитино, я чула, що ти здібна і любиш театр, то може шкода марнувати вроджених здібностей».
Працювала також в театрі ім. І. Котляреваського, який утворився після злиття театру «Заграва» і театру ім. Івана Тобілевича.
У Львові працювала в театрі ім. Лесі Українки з режисерами В. Блавацьким та Й. Стадником.
Також деякий час виступала в театрі ім. Франка у Станиславові, де режисером був О. Яковлів.
Після еміграції до Австрії, виступала в Ландеку (Тіроль) під проводом Ю. Кононева і Й. Гірняка та в Зальцбурзі під проводом Ганни Совачевої. Хоча це були таборові театри, але в них працювали знані майстри.
Після переїзду за океан (Канада) також не полишала сцену, грала в Українському театрі в Торонто під керівництвом Григорія Ярошевича.
Її спогад «З театром по Гуцульщині» сповнений великої туги за Батьківщиною.
| Гуцульщино, ти рідна, Кохане місто Кути, Коли б були свобідні, Хотіла б там я бути. |

| Вдивлятись в піну хвилі В'юнкого Черемошу, Де чутно й з-поза шпилів Його далекий пошум |

## Ролі
у драматичному репертуарі — переважно інженю:
- Ганнушка («Бояриня») — перша роль на професійній сцені
- Дівчина на згарищах («Батурин»)
- Мавка («Лісова пісня» Лесі Українки) — найкраща роль
- Настуся («Хмара»)
- Галя («Ніч під Івана Купала»)
- Василина («Суєта»)
- Гануся («Молодість» М. Гальбе)
- Оксана («Серед бурі»)
- Галина («Ой, не ходи Грицю»)
- Грузинка-дочка («Цариця Грузії»)

в оперетах — переважно ролі субреток:
- Йолян («Циганське кохання»)
- Арсена («Циганський барон»)
- Стазі («Княжна чардаша»)
- Діана («Орфей у пеклі»)
- Марішка («Шаріка» Я. Барнича)
- Анничка («Дівча з маслосоюзу»)
- Ірка («Пригода в Черчі»)